# Iglesia de San Blas (Villarrobledo)
La iglesia parroquial de San Blas es un templo católico de la localidad española de Villarrobledo, en la provincia de Albacete.

## Descripción

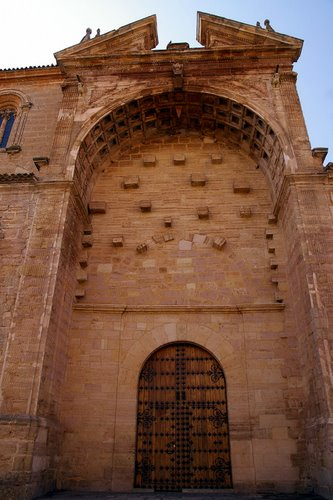
Portada norte inacabada atribuida a Vandelvira

Se ubica en Villarrobledo (provincia de Albacete, España) agrupa tres estilos: gótico, renacentista y barroco. El primero comprende la iglesia primitiva de San Blas, que fue incorporada en los siglos XV-XVI, a la nueva obra inacabada que nos ha llegado hasta hoy. De la parte gótica sólo queda el cuerpo delantero (palmeras de crucería) y la portada del oeste. La parte renacentista comprende el sector trasero. En cuanto al estilo barroco, destaca su magnífico retablo churriguerresco, obra de Marcos de Evangelio de principios del siglo XVIII, construido gracias a las donaciones de oro del virrey del Perú, Diego Morcillo Rubio de Auñón, a su localidad natal. 
La obra, en su conjunto, presenta las líneas colosales de una catedral inacabada (de 2006 m²), igual que el estilo inicial de la catedral de Albacete, atribuida al arquitecto Andrés de Vandelvira, por lo que se supone que en su construcción hubo de intervenir el eminente arquitecto alcaraceño; lo que es seguro es su autoría en la portada sur del templo, o "del Sol".
Se construyó una nueva cabecera de tres paños y se levantó el primer tramo en el más depurado estilo gótico, con dos magníficos pilares fasciculados exentos y sus correspondientes pilares adosados, así como las tres bóvedas correspondientes, de una rica y cuidada tracería estrellada con ligaduras y combados curvos en la mejor tradición del gótico final; también las dos ventanas de los lados norte y sur responden a esta misma línea.
Concluido este primer tramo, la obra prosiguió, pero se cambió de criterio, ya que ahora los pilares toman una morfología clásica renacentista; así quedaron concluidos los dos tramos siguientes. Las bóvedas, de aristas, se cerrarían en el siglo XVII. De la vieja iglesia anterior se conserva la sólida torre, obra de fines del siglo XV, con decoración de bolas en el alero, y sobre todo una fina portada de vano muy alargado, enmarcada entre dos pináculos con decoración de cardinas; el tímpano se ornamenta con caprichosas líneas curvas de tracería flamígera. Como señala Pérez Sánchez, esta portada bien podría estar vinculada al maestro de la portada de la Trinidad de Alcaraz.

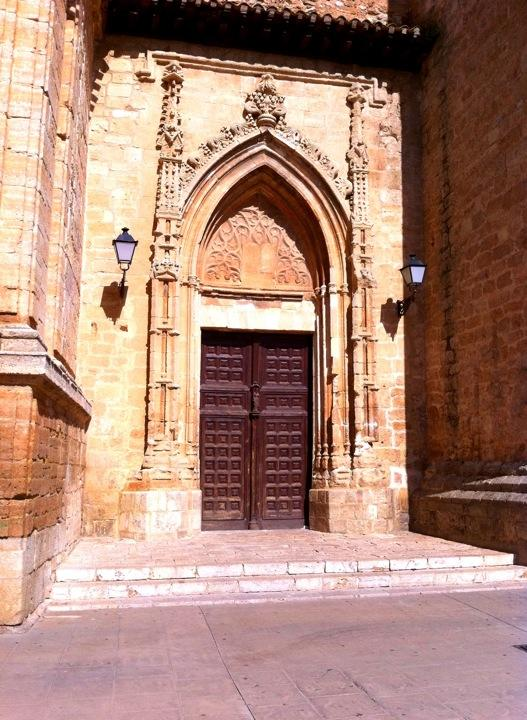
Puerta gótica de San Blas

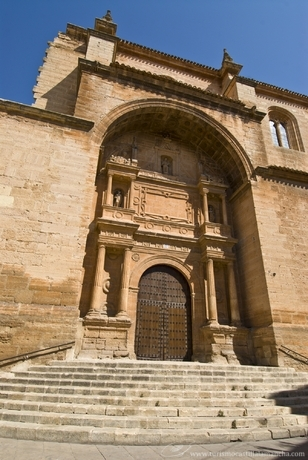
Portada sur atribuida a Vandelvira

Al exterior, y en los flancos norte y sur, abren sendas portadas laterales, la primera inclusa con un frontón partido en el remate y la segunda, más espectacular, es una de las más bellas de estilo vandelviresco en la provincia de Albacete, por su composición, trazado y ejecución. Sigue el tipo de la fachada principal del Salvador de Úbeda y la portada meridional de la Catedral de Jaén, cobijándose también bajo gran arco. En el segundo cuerpo ofrece una gran cartela lisa, en lugar del gran relieve que es frecuente en las obras religiosas de Vandelvira; como en otras obras de maestro presenta con profusión de espejos y medios espejos circulares convexos, uno de los motivos geométricos propios del manierismo de origen vandeviresco, que tiene en esta provincia una considerable representación en los finales del siglo XVI. En el remate hay una hornacina con una imagen de la Virgen del "Popolo". Camón Aznar fecha esta portada hacia 1575.
Lamentablemente, a finales del siglo XVI la iglesia quedó inacabada, momento del que se conserva, en el lado de la epístola, una elevada torre con una curiosa escalera de subida que sigue el modelo de Alonso de Vandelvira del llamado "Caracol de Mallorca".
La capilla mayor alberga un gigantesco retablo barroco-churrigueresco obra de Marcos de Evangelio de principios del siglo XVIII, para cuya ejecución el virrey Morcillo envió una buena cantidad de dinero de Indias; de él procede una gran talla de San Miguel que remataba el ático.